# VI Legislatura de Guatemala
La VI Legislatura del Congreso de la República de Guatemala estuvo conformada por 158 diputados electos tras las Elecciones generales de 2007. 
Inició sus funciones el día 14 de enero de 2008 para concluir el 14 de enero de 2012.

## Diputados al Congreso de Guatemala
| Diputado                                                                          | Partido postulante | Partido actual | Lista/Distrito |
| --------------------------------------------------------------------------------- | ------------------ | -------------- | -------------- |
| Juan David Alfredo Alcázar Solís                                                  | PP                 | PP             | Central        |
| José Roberto Alejos Cámbara                                                       |                    |                | Central        |
| Rosa María Ángel Madrid de Frade                                                  |                    | BG             | Lista Nacional |
| José Alejandro Arévalo Alburez                                                    |                    |                | Central        |
| Edgar Leonel Arévalo Barrios                                                      |                    | PP             | Totonicapán    |
| Oswaldo Iván Arévalo Barrios                                                      | Totonicapán        | PP             |                |
| Mirza Judith Arreaga Meza de Cardona                                              | UNE                | UNE            | Huehuetenango  |
| Efraín Asij Chile                                                                 | PP                 | LIDER          | Sacatepéquez   |
| Edgar Aníbal Ávila García                                                         | PP                 | PP             | Chimaltenango  |
| Delia Emilda Back Alvarado de Monte                                               | UNE                | UNE            | Lista Nacional |
| Ingrid Roxana Baldetti Elías                                                      | PP                 | PP             | Lista Nacional |
| Salvador Francisco Baldizón Méndez                                                | UNE                | LIDER          | Petén          |
| Gloria Marina Barillas Carías de Duarte suple a José Leopoldo Cruz Clavería (FRG) | FRG                | LIDER          | Escuintla      |
| Luis Francisco Barquín Aldecoa                                                    | PP                 | GANA           | Petén          |
| Manuel de Jesús Barquín Durán                                                     | GANA               | GANA           | Petén          |
| Herbert Leonel Barragán Ochoa                                                     |                    | PP             | San Marcos     |
| Jorge Mario Barrios Falla                                                         |                    |                | El Progreso    |
| Carlos Enrique Bautista Godínez                                                   | FRG                | FRG            | San Marcos     |
| Alicia Dolores Beltrán López                                                      | UNE                | UNE            | Retalhuleu     |
| Ferdy Noel Berganza Bojorquez                                                     | UNE                | LIDER          | Chiquimula     |
| Gustavo Ernesto Blanco Segura                                                     | PU                 | PU             | Lista Nacional |
| Christian Jacques Boussinot Nuila                                                 | UNE                | UNE            | Guatemala      |
| Juan Francisco Cárdenas Argueta                                                   | GANA               | GANA           | Chimaltenango  |
| Oscar Salvador Córdova Sierra                                                     | PP                 | PP             | Central        |
| Daniel Humberto Caballeros Archila                                                | PP                 | LIDER          | San Marcos     |
| Miguel Ángel Cabrera Gándara                                                      | GANA               | PP             | Lista Nacional |
| Leonardo Camey Curup                                                              | UNE                | LIDER          | Guatemala      |
| Beatriz Concepción Canastuj Canastuj                                              | UNE                | PP             | Quetzaltenango |
| Rodolfo Moisés Castañón Fuentes                                                   | UNE                | UNE            | San Marcos     |
| Edgar Leonel Castañeda Oliva                                                      | UNE                | LIDER          | Zacapa         |
| Manuel Eduardo Castillo Arroyo                                                    | GANA               | BG             | Lista Nacional |
| José Inés Castillo Martínez                                                       | UNE                | UNE            | Santa Rosa     |
| Sergio Leonel Celis Navas                                                         | UNE                | UNE            | Sacatepéquez   |
| Byron Juventino Chacón Ardón                                                      | GANA               | GANA           | Izabal         |
| Juan Armando Chun Chanchavac                                                      | UNE                | UNE            | Totonicapán    |
| Moisés David Chuvá de León                                                        | UNE                | UNE            | Quetzaltenango |
| José Alfredo Cojti Chiroy                                                         | PP                 | PP             | Chimaltenango  |
| Luis Alberto Contreras Colindres                                                  | GANA               | PP             | San Marcos     |
| Francisco José Contreras Contreras                                                | CASA               | Independiente  | Guatemala      |
| Arístides Baldomero Crespo Villegas                                               |                    | PP             | Escuintla      |
| Elza Leonora Cu Isem                                                              | UNE                | UNE            | Alta Verapaz   |
| Marta Odilia Cuellar Girón de Martínez                                            | PP                 | PP             | Guatemala      |
| Gladys Anabella de Léon Ruiz                                                      | PP                 | PP             | Central        |
| José Alejandro de León Maldonado                                                  | UNE                | LIDER          | Chimaltenango  |
| Edgar Dedet Guzmán                                                                | GANA               | GANA           | Lista Nacional |
| César Augusto del Águila López                                                    | UNE                | UNE            | Lista Nacional |
| Lilian Elizabeth Donis                                                            | UNE                | LIDER          | Guatemala      |
| Pablo Manuel Duarte Sáenz de Tejada                                               |                    |                | Guatemala      |
| Ferdy Ramón Elías Velásquez                                                       |                    | BG             | Quiché         |
| Ronnie Danilo Escobar                                                             |                    | UNE            | Jalapa         |
| Erasmo Estrada Lima                                                               | UNE                | UNE            | Jalapa         |
| Maura Estrada Mansilla                                                            | UNE                | UNE            | Lista Nacional |
| Reynabel Estrada Roca                                                             | GANA               | GANA           | Quiché         |
| Walter Rolando Félix López                                                        |                    |                | Huehuetenango  |
| Cesar Emilio Fajardo Morales                                                      | UNE                | UNE            | Lista Nacional |
| Carlos Rafael Fión Morales                                                        |                    | BG             | Guatemala      |
| Mirma Magnolia Figueroa Resen                                                     | PP                 | Guatemala      |                |
| José Alberto Gándara Torrebiarte                                                  | BG                 | Central        |                |
| Paúl Estuardo Gómez Cristiani                                                     | UNE                | UCN            | Retalhuleu     |
| Manuel Marcelino García Chuta                                                     | PU                 | PP             | Sololá         |
| Edgar Efraín García Estrada                                                       | GANA               | GANA           | Zacapa         |
| Hugo Fernando García Gudiel                                                       | GANA               | PP             | Guatemala      |
| Rodolfo Aníibal García Hernández                                                  | EG                 | Independiente  | Central        |
| Oliverio García Rodas                                                             | PP                 | Independiente  | Lista Nacional |
| Juan Manuel Giordano Estrada                                                      | GANA               | BG             | San Marcos     |
| Edgar Caín González Aguilar                                                       | UNE                | LIDER          | Jutiapa        |
| Jorge Enrique Gordillo Cortéz                                                     | GANA               | PP             | Suchitepequez  |
| Carlos Gerardo Gordillo Marroquín                                                 | GANA               | UCN            | Quiché         |
| Carlos Valentín Gramajo Maldonado                                                 | PP                 | PP             | Lista Nacional |
| Osbeli Avenamar Gressi Camposeco                                                  | PP                 | PP             | Huehuetenango  |
| Víctor Manuel Gutiérrez Longo                                                     |                    |                | San Marcos     |
| Mauro Guzmán Mérida                                                               | Huehuetenango      |                |                |
| Hugo René Hemmerling González                                                     | GANA               | PP             | Quetzaltenango |
| Gabriel Heredia Castro                                                            |                    |                | Chiquimula     |
| José Alfredo Hernández de la Cruz                                                 | GANA               |                | Santa Rosa     |
| Javier Alfonso Hernández Ovalle                                                   |                    |                | Central        |
| Arturo Alfredo Herrador Sandoval                                                  | UNE                | UNE            | Lista Nacional |
| Baudilio Elinohet Hichos López                                                    | UCN                | UCN            | Chiquimula     |
| Roberto Kestler Velásquez                                                         | UNE                | UNE            | Chimaltenango  |
| Gilberto López Alvarado                                                           | UNE                | LIDER          | Huehuetenango  |
| Virna Ileana López Chacón                                                         | GANA               | GANA           | Lista Nacional |
| Carlos Enrique López Girón                                                        | FRG                | FRG            | Quiché         |
| Julio César López Villatoro                                                       | FRG                | UNE            | Huehuetenango  |
| Oscar Valentín Leal Caal                                                          | UNE                | LIDER          | Alta Verapaz   |
| Mario Santiago Linares García                                                     | PP                 | PP             | Baja Verapaz   |
| Otilia Inés Lux García                                                            |                    | Independiente  | Lista Nacional |
| Jorge Méndez Herbruger                                                            | GANA               | LIDER          | Guatemala      |
| Roberto Belarmino Méndez Urízar                                                   | PP                 | LIDER          | Quiché         |
| Pedro Arnulfo Mairén Alemán                                                       | UNE                | LIDER          | Santa Rosa     |
| Eri Adim Maldonado de León                                                        | UNE                | LIDER          | Guatemala      |
| Roderico Alfredo Martínez Escobedo                                                |                    |                | Huehuetenango  |
| Jaime Antonio Martínez Lohayza                                                    | Jutiapa            |                |                |
| Joel Rubén Martínez Herrera                                                       |                    |                | Huehuetenango  |
| Edwin Armando Martínez Herrera                                                    |                    |                | Huehuetenango  |
| Mario Roderico Mazariegos de León                                                 |                    |                | Lista Nacional |
| Gustavo Arnoldo Medrano Osorio                                                    | UNE                | PP             | Guatemala      |
| Rubén Eduardo Mejía Linares                                                       | GANA               | PP             | Central        |
| Luis Enrique Mendoza Rodríguez                                                    | UNE                | LIDER          | Baja Verapaz   |
| Arturo Eduardo Meyer Maldonado                                                    | UNE                | Independiente  | Lista Nacional |
| Carlos Alberto Milian Casanova                                                    | UNE                | LIDER          | Petén          |
| Nineth Varenca Montenegro Cottom                                                  | EG                 | EG             | Lista Nacional |
| Félix Ovidio Monzón Pedroza.                                                      | UNE                | UNE            | Escuintla      |
| Rudy Allan Morán Hurtado                                                          | PP                 | LIDER          | Quetzaltenango |
| Galim Adami Morales Barrios                                                       | GANA               | LIDER          | Sacatepéquez   |
| Oswin René Morales Flores                                                         | UNE                | UNE            | San Marcos     |
| Rubén Darío Morales Véliz                                                         | PAN                | GANA           | Lista Nacional |
| Carlos Santiago Nájera Sagastume                                                  | UNE                | UCN            | Lista Nacional |
| Héctor Alfredo Nuila Ericastilla                                                  | URNG               | URNG           | Lista Nacional |
| Macario Efrain Oliva Muralles                                                     | GANA               | PP             | Lista Nacional |
| Obdulio Abigahil Oqueli de León                                                   | UNE                | UCN            | Suchitepéquez  |
| Noé Alberto Orellana Callejas                                                     | GANA               | GANA           | Escuintla      |
| Marvin Orellana López                                                             | UNE                | UCN            | Alta Verapaz   |
| Luis Fernando Pérez Martínez                                                      | FRG                | FRG            | Guatemala      |
| Pedro Pablo Palma Lau                                                             | UNE                | PP             | Jutiapa        |
| Benjamin Armando Paniagua Rodríguez.                                              | PP                 | PP             | Quetzaltenango |
| Rudy Berner Pereira Delgado                                                       | UNE                | GANA           | Alta Verapaz   |
| Enrique Pinto Martínez                                                            | GANA               | BG             | Huehuetenango  |
| Juan Ramón Ponce Guay                                                             | GANA               | GANA           | Alta Verapaz   |
| Eduardo Genis Quej Chen                                                           | FRG                | PP             | Alta Verapaz   |
| Oscar Armando Quintanilla Villegas                                                | UNE                | LIDER          | Retalhuleu     |
| José Efraín Ríos Montt                                                            |                    |                | Lista Nacional |
| Zury Mayté Ríos Sosa                                                              | Lista Nacional     |                |                |
| Thelma Elizabeth Ramírez Retana de Nájera                                         | UNE                | UNE            | Izabal         |
| Mariano Rayo Muñoz                                                                | PU                 | PU             | Lista Nacional |
| Julio Recinos Castañeda                                                           | GANA               | BG             | Suchitepequez  |
| William Rubén Recinos Sandoval                                                    | UNE                | UNE            | Jalapa         |
| Lester Abigahil Reyna Girón                                                       | UNE                | UCN            | Quiché         |
| Mario Israel Rivera Cabrera                                                       | FRG                | FRG            | Quiché         |
| Edgar Abraham Rivera Estévez                                                      | PP                 | BG             | Escuintla      |
| Juan Carlos Rivera Estévez                                                        | PP                 | BG             | Guatemala      |
| Gudy Rivera Estrada                                                               | PP                 | PP             | Guatemala      |
| Edgar Abraham Rivera Sagastume                                                    | PP                 | BG             | Guatemala      |
| Christian Michael Ros Acevedo                                                     | PP                 | PP             | Lista Nacional |
| Félix Adolfo Ruano de León                                                        | CASA               | CASA           | Guatemala      |
| Armando Enrique Sánchez Gómez                                                     | EG                 | Independiente  | Guatemala      |
| Rodolfo Alejandro Salazar de León                                                 | UNE                | PP             | Sololá         |
| Aníbal Augusto Salguero y Salguero                                                | PP                 | PP             | Jutiapa        |
| Nery Orlando Samayoa Barrios                                                      | UNE                | UNE            | Quetzaltenango |
| José Guillermo Samayoa Soria                                                      | PP                 | PP             | Lista Nacional |
| Clemente Samines Chali                                                            | UNE                | LIDER          | Sololá         |
| Ricardo Antonio Saravia Torrebiarte                                               | FRG                | PP             | Lista Nacional |
| Ewald Mauricio Scheel Aguilar                                                     |                    | BG             | Quetzaltenango |
| Sonia Argentina Segura Varsoly                                                    | LIDER              | Central        |                |
| Ronald Ramiro Sierra López                                                        | FRG                | PP             | Alta Verapaz   |
| Pedro Pascual Simón Vásquez                                                       | UNE                | UNE            | San Marcos     |
| Alejandro Jorge Sinibaldi Aparicio                                                | PP                 | PP             | Lista Nacional |
| Domingo de Jesús Solís Ico                                                        | PP                 | LIDER          | Alta Verapaz   |
| Marco Antonio Solares Pérez                                                       | PU                 | PU             | Central        |
| Humberto Leonel Sosa Mendoza                                                      | PP                 | PP             | Suchitepéquez  |
| César Leonel Soto Arango                                                          | UCN                | GANA           | Lista Nacional |
| Mario Taracena Diaz-Sol                                                           | UNE                | UNE            | Lista Nacional |
| José Domingo Trejo de la Roca                                                     | UNE                | UNE            | Escuintla      |
| Julio Felipe Tzul Tzul                                                            | UNE                | LIDER          | Totonicapán    |
| Fredy Viana Ruano                                                                 | PP                 | PP             | Guatemala      |
| Roberto Ricardo Villate Villatoro                                                 | UNE                | LIDER          | Suchitepéquez  |
| Jorge Leonel Villatoro Monterroso                                                 | UNE                | BG             | Izabal         |
| Rosa Elvira Zapeta Osorio                                                         | UNE                | LIDER          | Quiché         |
| Carlos Yat Sierra                                                                 | PAN                | PAN            | Alta Verapaz   |

Muchos de ellos cambiaron de partido al que fueron electos.
Fuente: Congreso de la República de Guatemala